# Samuel Bronston
Samuel Bronston (Quixinau, 26 de março de 1908 — Sacramento, 12 de janeiro de 1994) foi um cineasta norte-americano.

## Biografia
Nascido na região histórica da Bessarábia (hoje na República da Moldávia) numa família de nove irmãos, dos quais todos se graduaram em médicos, advogados, músicos e artistas, Bronston se formou no Universidade Sorbonne, em Ciências Políticas. Também se dedicou a música, como integrante da Orquestra Sinfônica de Paris, como flautista, antes de iniciar sua carreira na produção de filmes.
O primeiro filme que produziu foi Jack London, em 1943. Depois, em um longo período, viajou para a Europa toda, aprendendo com outros profissionais a arte de produzir filmes. Bronston gostava muito da Espanha, e quando finalmente se achou com firmeza para iniciar a fase de produções, inaugurou seus estúdios em terras espanholas.
Excêntrico e extravagante ao extremo, Bronston supervisionava tudo, desde os figurinos, o set, a equipe técnica, o roteiro, e até o Diretor. Queria tornar todas as suas películas um superespetáculo, e em todos eles, a maioria foram os épicos.
A primeira superprodução rodada em seus estúdios na Espanha foi um filme que recontava com teores históricos a vida e a Paixão de Jesus Cristo, intitulado King of Kings. Para este espetáculo glacial e tradicional, visto até hoje na televisão em épocas de sexta-feira santa, Páscoa e Natal, Bronston convocou um notável elenco de atores internacionais. Jeffrey Hunter, ator americano e ex-galã juvenil, aos 36 anos personificou o Redentor da Humanidade. Robert Ryan, ator americano de grande potência e versatilidade, só aceitou interpretar João Batista, o Profeta, em consideração ao diretor do filme, Nicholas Ray, pois os dois já haviam trabalhado juntos em três filmes. Bronston teve que desembolsar 50 mil dólares para garantir a presença de Bob Ryan em seu filme, para apenas trabalhar uma semana na Espanha. Finalmente, outra aquisição de Bronston para o drama bíblico foi a atriz e cantora espanhola Carmen Sevilla, como Maria Madalena. Samuel era fã ardoroso da artista espanhola.
O filme de Ray/Bronston foi bem sucedido na bilheteria, mas alguns críticos não gostaram do filme. O projeto seguinte de Bronston foi El-Cid, desta vez com Anthony Mann na direção desta megaprodução contando a lenda de Rodrigo Díaz de Bívar, o El-Cid. Muito mais bem sucedido do que King of Kings, bem aceito pelo público e pela crítica, o filme rendeu boas notas nas bilheterias, graças ao elenco popular, liderados por Charlton Heston, Sophia Loren, e Raf Vallone.
Porém, Bronston achou que o mesmo sucesso de El-Cid poderia repetir nos três outros filmes posteriores:
55 Days at Peking (1962) trazia novamente Charlton Heston, como o major americano que enfrenta os boxeadores na China de 1900. A história não agradou o público, e o filme não teve boa repercussão nas bilheterias. Foi também o último filme dirigido por Nicholas Ray.
The Fall of the Roman Empire (1964), uma outra megaprodução produzida por Bronston, contava, com precisa infidelidade histórica (da qual Samuel apoiava) a história do que seria os últimos momentos do Grande Império. Novamente, Anthony Mann, de El-Cid, na direção, e um elenco all-star: Sophia Loren, James Mason, Stephen Boyd, Christopher Plummer, Omar Sharif e Mel Ferrer. Ao ser lançado, foi bem nas bilheterias, mas não conseguiu recuperar por inteiro a perda com que teve com 55 Dias em Pequim.
Abandonando um pouco os épicos, Samuel resolveu produzir um drama de circo, em 1964, intitulado Circus World, trazendo John Wayne, Rita Hayworth, e Claudia Cardinale, e na direção Henry Hathaway. O filme, baseado num conto escrito por Nicholas Ray, só afundou mais a bancarrota que já se encontrava os Estúdios Bronston, na Espanha. Pior renda do que nos outros filmes produzidos anteriormente, consumindo vários bilhões de dólares, e gastos fabulosas verbas com publicidades para o seu lançamento, os resultados foram desastrosos. O filme levou o extravagante e perdulário produtor a uma ruína definitiva, perdendo todo o controle de seus filmes anteriores.
Em 1968, produziu um faroeste de baixo orçamento, rodado na Argentina, chamado "O Selvagem dos Pampas" ("Savage Pampas"), com o ex-galã da Metro-Goldwyn-Mayer Robert Taylor, e também Ron Randell.
O último filme produzido por Bronston foi "Fort Sagane", em 1984.
Vivendo em Sacramento, Califórnia, em seus últimos anos de vida, e sem as excentricidades do passado, Samuel Bronston morreu em 12 de janeiro de 1994, aos 86 anos, de pneumonia.

## Filmografia parcial
- Jack London (1949)
- John Paul Jones (1958)
- King of Kings (1961)
- El-Cid (1961)
- 55 Days at Peking (1962)
- The Fall of the Roman Empire (1964)
- Circus World (1964)
- Savage Pampas (1968)
- Fort Sagane (1984)